# オスロエス2世
オスロエス2世（Osroes II、在位：190年頃）は、アルサケス朝パルティアの王。
ヴォロガセス4世の治世末期にメディア地方で反乱を起こし王位を主張した。オスロエス2世についてはコインから得られる情報以外何も知られていないが、ヴォロガセス5世によって倒されたと考えられている。